# Erneuerungsbewegung der evangelischen Kirchenmusik nach 1920
Die Erneuerungsbewegung der evangelischen Kirchenmusik nach 1920 bemühte sich um neue Impulse auf die Komposition für Musik, die im evangelischen Gottesdienst Verwendung findet.

## Geschichte
Die Erneuerungsbewegung der evangelischen Kirchenmusik war eingebettet in eine die gesamte europäische Musikkultur ab etwa 1920 durchziehende Hinwendung zur Musik vergangener Jahrhunderte. Sie wurzelte in der Singbewegung und übernahm aus ihr den Willen zur leichten Ausführbarkeit, zur Sanglichkeit der Linien und zur unmittelbaren Verständlichkeit für den Hörer. Romantische, als subjektiv empfundene Klangformen, wurden ausgeschlossen zu Gunsten einer Rückbesinnung auf die Kraft der Linearität, wie sie im protestantischen Choral erlebbar ist, und die Verknüpfung linearer Energien zu polyphonen Spannungen. Maßgebliches Vorbild der Kompositionstechniken war die A-cappella-Musik des deutschen Hochbarocks, etwa die Chormusik von Heinrich Schütz.
Die Schütz-Pflege konzentrierte sich in den 1920er-Jahren vor allem auf die Motetten der Geistlichen Chormusik. Konsequenz war u. a. 1922 die Gründung einer ersten, kurzlebigen Heinrich-Schütz-Gesellschaft. Ihr folgte 1930 eine Neue Schütz-Gesellschaft, die später umbenannt wurde und noch heute als „Internationale Heinrich-Schütz-Gesellschaft“ (ISG) mit Sitz in Kassel besteht. Diese befördert mit jährlichen Heinrich-Schütz-Festen oder Heinrich-Schütz-Tagen bis heute die Verbreitung und das Verständnis der Musik von Schütz und seiner Zeit.
Richard Gölz gab 1934 das Chorgesangbuch heraus, das erstmals im 20. Jahrhundert die kirchenmusikalisch bedeutenden Werke vor allem der Reformationszeit und des Frühbarock für die Chorarbeit in den Gemeinden neu herausbrachte. Das Chorgesangbuch ist eines der Standardwerke jedes deutschen evangelischen Kirchenchores für gottesdienstliches Singen bis in die Gegenwart.
Wiederbelebt wurde in Folge der Erneuerungsbewegung an manchen Orten die alte Kantoreipraxis. Wichtige Impulse setzte die Erneuerungsbewegung auch für die fast gleichzeitig aufkommende Orgelbewegung des 20. Jahrhunderts.
Auch die Jüngere liturgische Bewegung verstand sich in dieser Zeit als Erneuerungsbewegung mit ähnlichen Zielen im Blick auf die Gestaltung des gottesdienstlichen Lebens.

## Wichtige Vertreter
Entscheidende Beiträge zur kompositorischen Umsetzung der Ideale der Bewegung leisteten vor allem deutsche, österreichische und schweizerische Komponisten, die um die Wende vom 19. zum 20. Jahrhundert und im ersten Jahrzehnt des 20. Jahrhunderts geboren worden waren, namentlich Eberhard Wenzel (1896–1982), Johann Nepomuk David (1895–1977), Willy Burkhard (1900–1955), Adolf Brunner (1901–1992), Ernst Pepping (1901–1981), Hans Friedrich Micheelsen (1902–1973), Gerhard Schwarz (1902–1995), Günter Raphael (1903–1960), Kurt Thomas (1904–1973), Helmut Bornefeld (1906–1990) und Hugo Distler (1908–1942).
Im Bereich der römisch-katholischen Kirchenmusik lassen sich gewisse Parallelerscheinungen beobachten, vor allem bei Hans Humpert (1901–1943), Joseph Ahrens (1904–1997), Hermann Schroeder (1904–1984) und Karl Höller (1907–1987).

## Wichtige Werke
Im Bereich der Chormusik dokumentieren vor allem folgende Werke aus der Zeit von 1924 bis 1944, die auf den protestantischen Choral eingehen oder klar auf die Liturgie verweisen, den von der Bewegung geforderten neuen Anspruch und die neue Qualität:
- Kurt Thomas, Messe op. 1, 1924
- Kurt Thomas, Passionsmusik nach dem Evangelisten Markus op. 6, 1927
- Ernst Pepping, Choralsuite, 1928
- Kurt Thomas, Psalm 137 op. 4, 1928
- Günter Raphael, Psalm 104, 1930
- Ernst Pepping, Deutsche Choralmesse, 1931
- Hugo Distler, Choralmesse op. 3, 1932
- Hugo Distler, Choralpassion op. 7, 1933
- Hugo Distler, Die Weihnachtsgeschichte op. 10, 1933
- Wolfgang Fortner, Deutsche Liedmesse, 1934
- Hugo Distler, Singet dem Herrn ein neues Lied (1934). Motette aus der Sammlung Geistliche Chormusik op. 12
- Willy Burkhard, Musikalische Übung über den 12. Psalm in 30 Sätzen op. 39, 1934
- Adolf Brunner, Missa a cappella, 1934
- Kurt Thomas, Auferstehungs-Oratorium op. 24, 1934
- Johann Nepomuk David, Deo nascimur - In Christo morimur - Ex spiritu sancto reviviscimus, 1936
- Kurt Thomas, Kleine Geistliche Chormusik op. 25, 1936
- Ernst Pepping, Jesus und Nikodemus, 1938
- Ernst Pepping, Deutsche Messe, 1938
- Willy Burkhard, Die Verkündigung Mariae op. 51, 1938
- Hans Friedrich Micheelsen, Tod und Leben. Ein deutsches Requiem, 1938
- Hugo Distler, Fürwahr er trug unsere Krankheit (1941). Motette aus der Sammlung Geistliche Chormusik op. 12
- Hans Friedrich Micheelsen, Epistelsprüche (Hamburger Motettenbuch, Heft 4), 1941
- Willy Burkhard, Christi Leidensverkündigung op. 65, 1942

Im Bereich der liturgisch ausgerichteten, choralgebundenen Orgelmusik dokumentieren vor allem folgende Werke aus der Zeit von 1930 bis 1940 den von der Bewegung geforderten neuen Anspruch und die neue Qualität:
- Günter Raphael, Partita über „Ach Gott vom Himmel sieh darein“ op. 22/1, 1930
- Johann Nepomuk David, Choralwerk Hefte 1 & 2, 1932
- Willy Burkhard, Partiten über „Wer nur den lieben Gott lässt walten“ und „Grosser Gott, wir loben dich“, 1932
- Hugo Distler, Partita über „Nun komm der Heiden Heiland“ op. 8/1, 1933
- Ernst Pepping, Partiten über „Wie schön leucht uns der Morgenstern“ und „Wer nur den lieben Gott lässt walten“, 1933
- Hugo Distler, Partita über „Wachet auf, ruft uns die Stimme“ op. 8/2, 1935
- Hans Friedrich Micheelsen, Choralmusik, 1936
- Eberhard Wenzel, Choralmesse (1937)
- Johann Nepomuk David, Choralwerk Heft 6: „Christus, der ist mein Leben“. Ein Lehrstück für Orgel, 1937
- Adolf Brunner, Pfingstbuch über den Choral „Nun bitten wir den Heiligen Geist“, 1937
- Helmut Bornefeld, Partita über „Wir glauben all an einen Gott“, 1937
- Ernst Pepping, Großes Orgelbuch, 1939
- Willy Burkhard, Fantasie und Choral „Ein feste Burg ist unser Gott“ op. 58, 1939
- Ernst Pepping, Kleines Orgelbuch, 1940

## Publikationen
- Musik und Kirche, Zeitschrift ab 1929